# 二形鳳尾蘚
二形鳳尾蘚（学名：Fissidens geminiflorus）为鳳尾蘚科鳳尾蘚屬下的一个种。